# Лауфенбург (Баден)
Лауфенбург (њем. Laufenburg) град је у њемачкој савезној држави Баден-Виртемберг. Једно је од 32 општинска средишта округа Валдсхут. Према процјени из 2010. у граду је живјело 8.624 становника. Посједује регионалну шифру (AGS) 8337066.

## Географски и демографски подаци
Лауфенбург се налази у савезној држави Баден-Виртемберг у округу Валдсхут. Град се налази на надморској висини од 337 метара. Површина општине износи 23,6 km². У самом граду је, према процјени из 2010. године, живјело 8.624 становника. Просјечна густина становништва износи 366 становника/km².